# Sello de respuesta internacional

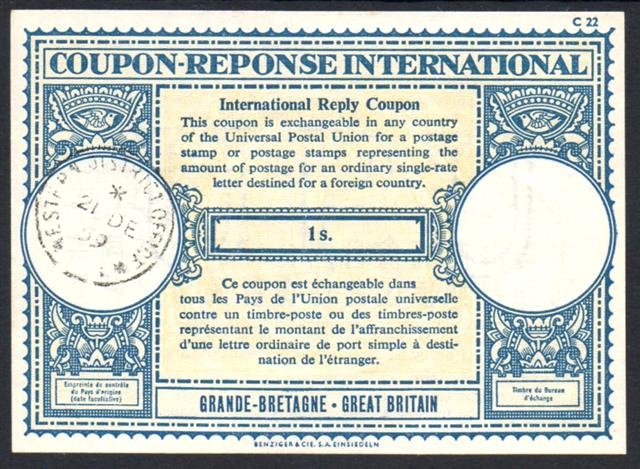
Cupón de respuesta internacional británico de 1959

Un sello de respuesta internacional (en francés: coupon réponse international, CRI; y en inglés: international reply coupon, IRC) es un sello postal que permite, por el remitente original, el pago de la tasa relativa a la respuesta, en el contexto de un correspondencia internacional.
Los sellos se introdujeron en 1906 por la Unión Postal Universal (UPU), el organismo encargado del mismo. Los sellos son emitidos por series, cuya validez se limita a un cierto número de años. El modelo es único, pero todo sello lleva las iniciales del país emisor. Las inscripciones son en su mayoría en francés, el idioma oficial de la UPU.
En teoría, cualquier oficina de correos en un país miembro de la UPU está autorizado a ponerlos en el mercado, pero dada la escasez de la demanda, pocos son los que tienen una acción en este sentido. Por otro lado existe, cuando es solicitado por el usuario, la obligación del intercambio de sello con su relativo valor postal.
Al objeto del uso, se puede hacer timbrar por el país emisor (verificación "sello de control"), antes de ser insertado en la correspondencia. El destinatario podrá visitar la oficina de correos local, cuyos empleados están obligados a cambiar el sello después de la convalidación con timbrado, con el franqueo mínimo para un envío postal de ese país, por correo aéreo hacia el extranjero.
Estos sellos de respuesta internacional fueron utilizados por Carlo Ponzi para su estafa piramidal en Norteamérica en 1920, que luego dio origen al término esquema Ponzi.